# Le Maniron
 (mai 2019).
Le Maniron est un lieu-dit de l'île de La Réunion, département d'outre-mer français dans le sud-ouest de l'océan Indien. Il constitue un quartier de la commune de L'Étang-Salé.